# Кучин (Словаччина)
Кучин (словац. Kučín) — село в Словаччині, Врановському окрузі Пряшівського краю. Розташоване в східній частині Словаччини в північному куті Східнословацької низовини на березі Ондави.
Уперше згадується у 1335 році.
У селі є римо-католицький костел (XIV століття) в стилі готики з картиною мадони візантійського типу з 17 століття.

## Населення
| Рік:            | 1993 | 2003     | 2013    | 2023    |
| --------------- | ---- | -------- | ------- | ------- |
| Кількість осіб: | 397  | 493      | 521     | 539     |
| Різниця:        |      | +24,18 % | +5,67 % | +3,45 % |

| Рік:            | 2022 | 2023    |
| --------------- | ---- | ------- |
| Кількість осіб: | 542  | 539     |
| Різниця:        |      | -0,55 % |

У селі проживає 526 осіб.
Національний склад населення (за даними перепису 2001 року):
- словаки — 86,01 %,
- цигани — 12,94 %.

Склад населення за приналежністю до релігії станом на 2001 рік:
- римо-католики — 84,13 %,
- протестанти — 6,05 %,
- греко-католики — 4,80 %,
- православні — 0,21 %,
- не вважають себе вірянами або не належать до жодної конфесії — 3,76 %.